# Nong Bua Rawe (huyện)
Nong Bua Rawe (tiếng Thái: หนองบัวระเหว) là một huyện (amphoe) của tỉnh Chaiyaphum, đông bắc Thái Lan.

## Lịch sử
Khu vực này ban đầu là một tambon của Chatturat. Tambon này đã được tách và cùng với tambon Wang Takhe hợp thành tiểu huyện (King Amphoe) vào ngày 17 tháng 4 năm 1978. It was officially upgraded to a full district on ngày 1 tháng 1 năm 1988.

## Địa lý
Các huyện giáp ranh (từ phía bắc theo chiều kim đồng hồ) là Nong Bua Daeng, Ban Khwao, Chatturat, Sap Yai, Thep Sathit và Phakdi Chumphon.
Vườn quốc gia Sai Thong nằm ở huyện này.

## Hành chính
Huyện này được chia thành 5 phó huyện (tambon), các đơn vị này lại được chia thành 58 làng (muban). Nong Bua Rawe là thị trấn (thesaban tambon) duy nhất ở huyện này, nằm trên một số khu vực của tambon Nong Bua Rawe. Ngoài ra có 4 tổ chức hành chính tambon (TAO).
| 1. | Nong Bua Rawe | หนองบัวระเหว |  |
| 2. | Wang Takhe    | วังตะเฆ่      |  |
| 3. | Huai Yae      | ห้วยแย้       |  |
| 4. | Khok Sa-at    | โคกสะอาด    |  |
| 5. | Sok Pla Duk   | โสกปลาดุก    |  |